# Jean-César Chiabaut
Jean-César Chiabaut est un chef opérateur français de cinéma.
Après avoir fait ses études à l'École Louis-Lumière (promotion "Cinéma" 1953), Jean-César Chiabaut a eu une carrière de chef opérateur de cinéma (Robert Bresson, notamment). Il a enseigné son art et sa technique à l'École Louis-Lumière à partir de 1979, puis à la Fémis, avant de prendre sa retraite.

## Filmographie partielle
Films
- 1981 : Les matous sont romantiques de Sotha
- 1976 : La Première Fois de Claude Berri
- 1975 : Au long de rivière Fango de  Sotha
- 1974 : Lancelot du Lac de Robert Bresson
- 1969 : La Piscine de Jacques Deray (cadreur)
- 1962 : La Jetée de Chris Marker